# فيراري 166 إس
فيراري 166 إس (بالإيطالية: Ferrari 166 S)‏ ، هي سيارة رياضية أنتجها شركة فيراري من عام 1948 إلى عام 1953م.

## معرض صور

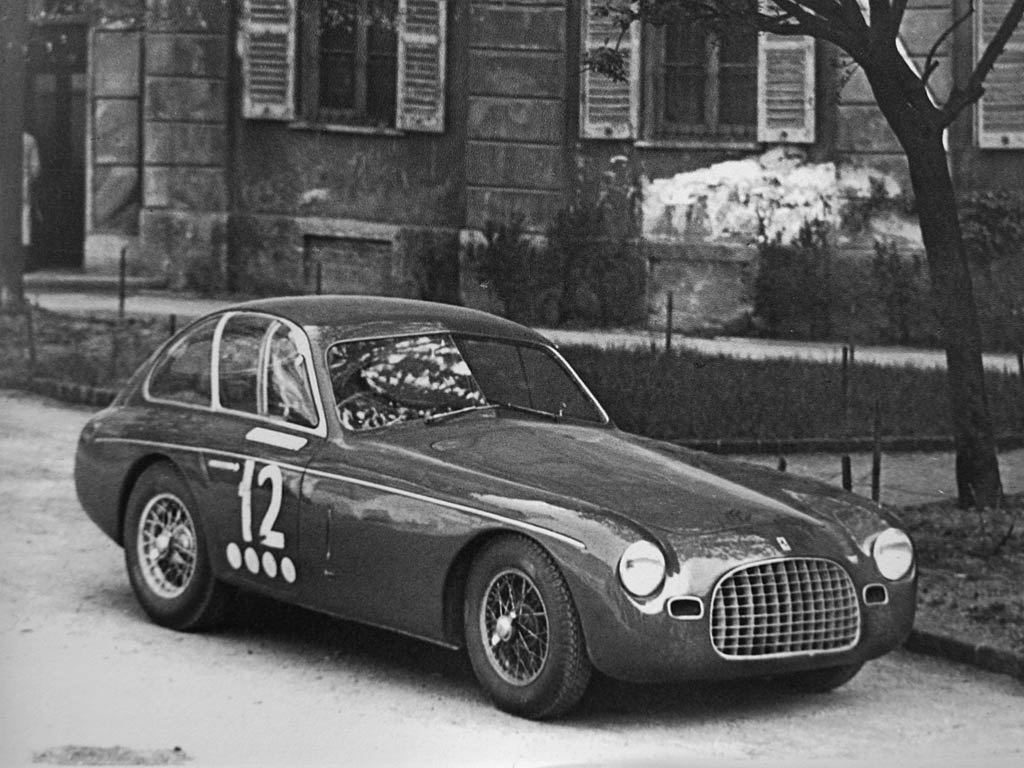
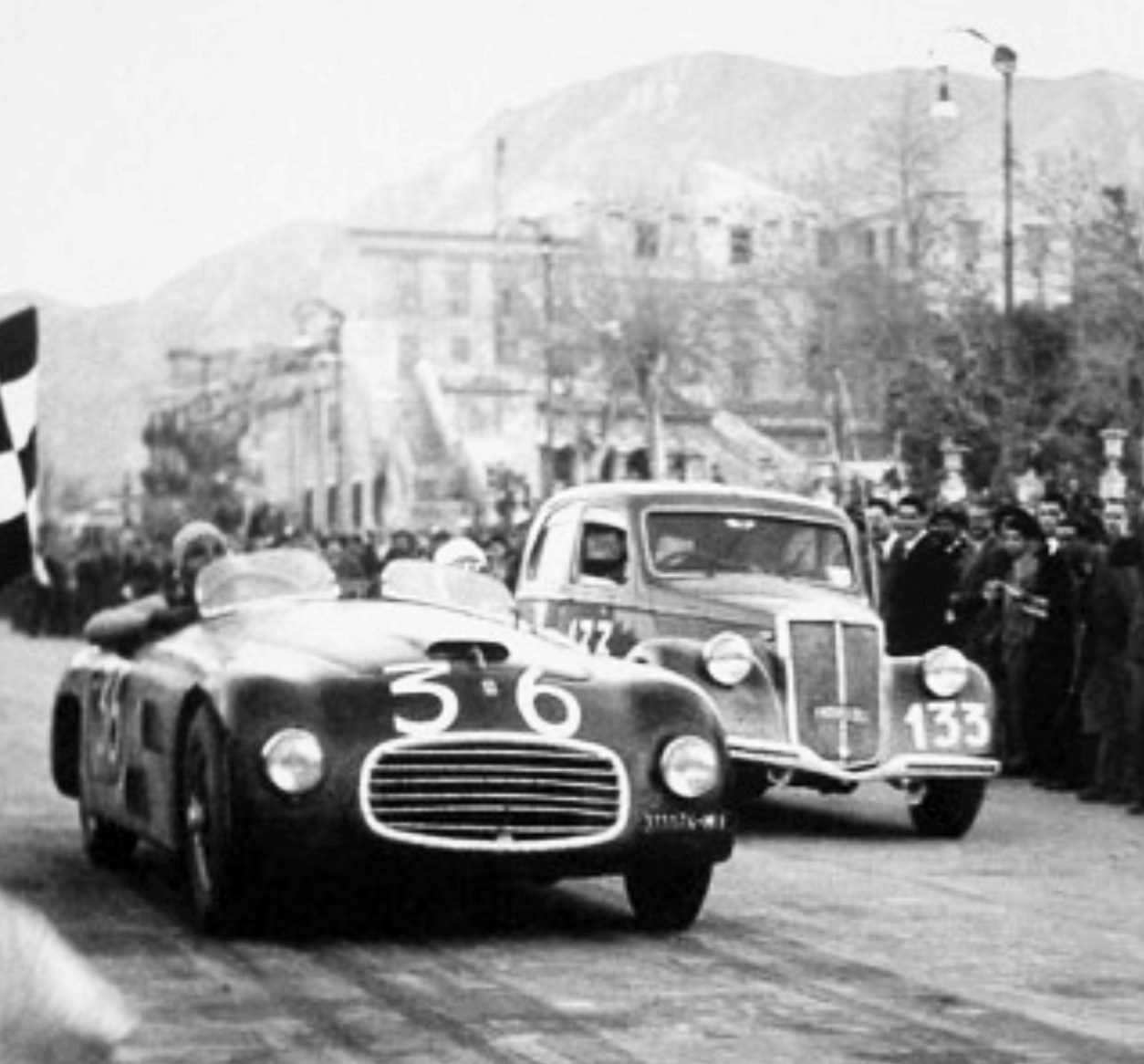
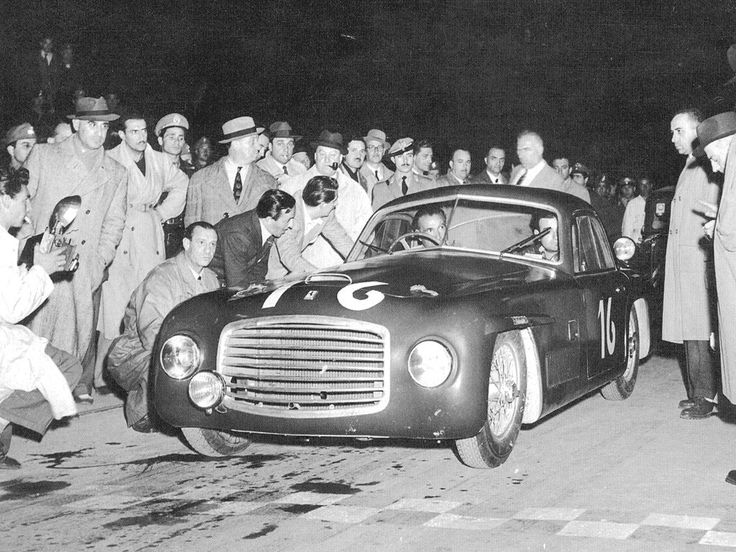
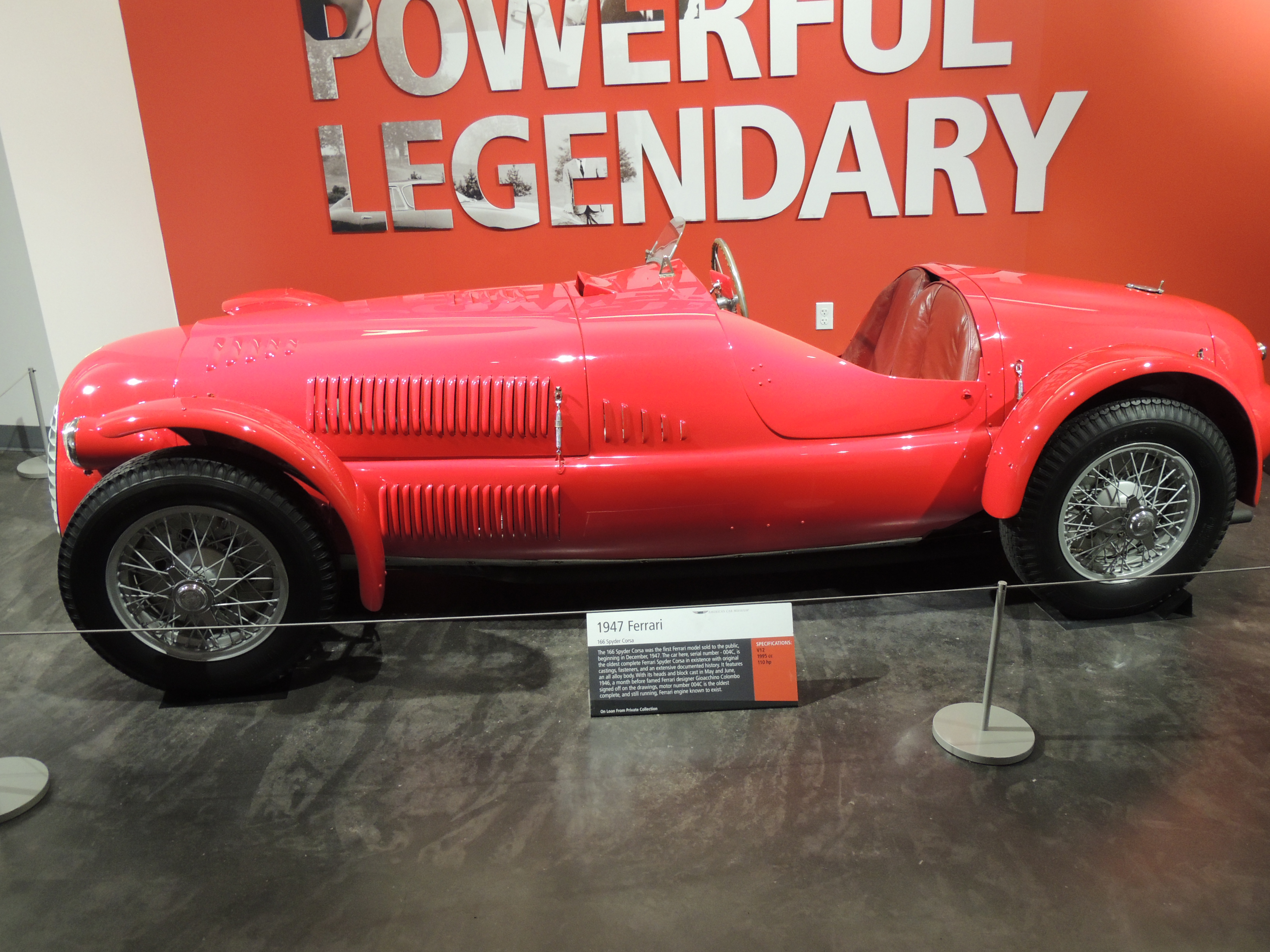